# 天台镇 (宜春市)
天台镇，是中华人民共和国江西省宜春市袁州区下辖的一个乡镇级行政单位。

## 行政区划
天台镇下辖以下地区：
江东村、若演村、新亭村、下陂村、汉坑村、流田村、塘溪村、兆甲坊村、中泉村、密石村、山富村、会塘村、久集村、太尉村、流佳源村、反岭下村、中坑村、高岭村、双洪村、环溪村、庚溪村、上坊村、鱼龙村、鲁槎村、坑西村和新龙村。